# Quebradita
 (avril 2018).
Le contenu est difficilement compréhensible vu les erreurs de traduction, qui sont peut-être dues à l'utilisation d'un logiciel de traduction automatique.

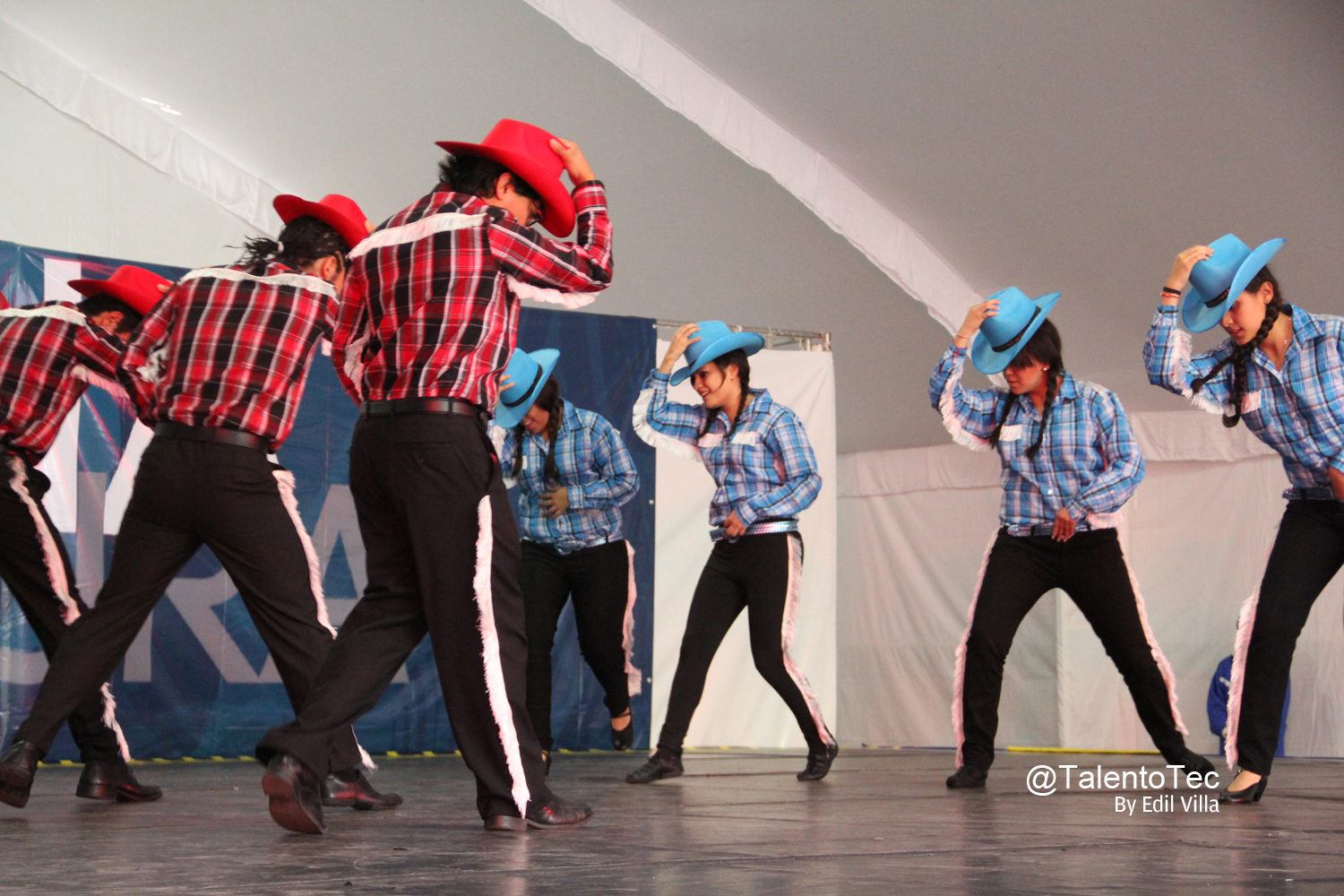
Élèves qui dansent Quebradita à l'Institut de technologie et d'études supérieures de Monterrey

La Quebradita (ou "Baile del Caballito" lit. "Danse du petit cheval" ) est un style de danse joyeuse et mûe exécutée par le rythme du cumbia bande qui est une variante musicale de la Cumbia mexicaine surgie de la combinaison entre cumbia un garde national adapter et gravée par des groupes mexicains ou étrangers en la mêlant avec les propres sons des bandes sinaloenses prédominantes dans la zone pacifique du Mexique au début des années 90's, donc tant à la danse, comme à la musique on les rapporte indistinctement avec les deux limites(termes).

## Toponymie
Cumbia Bande est une variante de cumbia mexicaine à la fois de la bande musicale, le Cumbia dénommé naît une bande parce que c'est aussi une variante de l'appel technobanda qui utilise des éléments électroniques à la paire qui le faisait le technocumbia, dans celle-ci une époque s'impose du goût musical grupero, un autre rythme qui en imposerait plus tard dans cette atmosphère(climat), "un petit cheval" ó simplement Quebradita.
Le Cumbia Banda est un son particulier avec base dans celui-ci un rythme et l'exécution de vents en métal dans un plus grand nombre de musiciens qu'elles des grands orchestres de cumbia mexicaine d'eux 60's, des styles d'airs en métal hérités du Big Band américain. Un style s'est rejoint de divers succès avec celui-ci de cumbia une bande avec différentes bandes sinaloenses.
On le nomme "quebradita" à la flexion qui est réalisée après avoir exécuté le pas de cette danse, à un rythme de cumbión au compte d'un technobanda.
Donc la danse de Quebradita utilise à la musique de Cumbia Banda pour son exécution, et dans son cas les deux limites(termes) sont indistinctement utilisées pour le style musical et pour la danse.
Ce type de danse est caractérisé par la chorégraphie singulière, et les mouvements de tours qui réalisent conformément le compas de cumbión, de chaque sujet musical qui est exécuté.
Les pas de danse quebradita sont les suivants :
Il est dansé chez une paire, l'homme pris dans les bras complètement à la ceinture de la femme, Les jambes vont doivent joindre dans les espaces respectifs entre celles-ci, puisque celles-ci doivent garder une harmonie puisqu'ils(elles) se meuvent égal et en même temps. Le mouvement est tel : en alternant les pieds avec les petits bonds qui font mettre en équilibre le corps à un côté et un côté, ce balancement est le mouvement "cassé", est tourné(fait) dans le poste(place) ou autour du salon. L'homme fait qu'il(elle) dénomme tombé c'est-à-dire faire que la femme se jette pour derrière avec le dos droit.

## Principaux représentants des années 90
- Banda Vaqueros Musical (Toro Mambo, El Ranchero Chido,, etc.)
- Mi Banda El Mexicano (No bailes de Caballito, Feliz Feliz, Mambo Lupita, La Bota, Ramito de Violetas, Help-Ayudame!, Mary la Orgullosa, La Chela, Pachuco Bailarin, Bailando de Caballito, Que Sabrosa esta, Ma me mi mo mu,, etc.)
- Banda Machos (Casimira,Al gato y al raton,Las nachas,Las Habas,La Culebra, etc.)
- Banda Maguey (Eva Maria,La Chica del Aparador,Niña Hermosa,El Avestruz, etc.)
- Banda El Recodo (Vamonos de fiesta,La Fea,Chilango Quebrador, etc.)
- Banda R-15 (ahora Banda Arkángel R-15)(El bigote,Si tu boquita,Hotel California,Ma Baker,Arreando la mula,Bailame Quebradito,La Quebradita,Quebradita en el mar, etc.)
- Banda Vallarta Show con Ezequiel Peña (Esa Chica me vacila,Provocame,Prieta y Cucaracha,Te ves bien buena,Charanga,Rock y Banda,Ven y ven,Yo vendo unos ojos verdes,Mujeres, etc.)
- Banda Pequeños Musical (La Nena,Voy a danzar,Vuela Vuela, etc.)
- Banda Zeta (La Niña Fresa,Zapatos de bailador,Toca tres veces, etc.)
- Banda Toro (La noche que murio Chicago,Rios de Babilonia,La Ruca no era ruca, etc.)
- Banda Rodeo (El llanero Solitario-William Tell,Caliente, etc.)
- Banda Zarape (¡Viva la Fiesta!-We like to Party,Caliente Caliente, etc.)
- Banda Ráfaga (Ay Maria,Atado a un sentimiento,Rafaga Country,Una noche de banda, etc.)
- Banda Zorro (Rosita la bailadora, etc.)
- Banda Cuisillos (Batelo morena,Yo quiero bailar,Pequeña Orgullosa, etc.)
- Banda Wanne Wanne (El Wanne Wanne,El Caderazo, etc.)
- Banda Los Pérez (Llego la banda,Magico amor,Rodeo Sta.Fe, etc.)
- Banda La Mentira (Anda borracho el buey, etc.)
- Banda Móvil (Chiquilla cariñosa, etc.)
- Banda Pachuco(Micaela,La Chela,Pachuco Bailarin,A mover el esqueleto,Sugar,Sugar, etc.)
- Los Tucanes de Tijuana (La Chona,El Tucanazo,Espejeando,La Chica Sexy, etc.)

et d'autres groupes...

## Principaux représentantes à la actualité
- Mi Banda El Mexicano de Germán Román (La bota 2,Mi ranchera,Adios y buena suerte,el caballo blanco, pícate el ojo,la niña quiere cerveza, etc.)
- Superestelar El Mexicano (El Camaleón, Acaramelao, Como quieres que te quiera, Como me duele, etc.)
- Banda Machos (La suegra,Raquel, etc.)
- Banda Maguey (El teterete,Tutankamona,Los luchadores,El Alacran, etc.)
- Banda El Recodo (Las tontas no van al cielo,Como quieres que te quiera, etc.)
- Banda Fresa (Sal y limon,Sandwich, etc.)
- Valentín Elizalde (Como me duele, etc.)
- Banda Cuisillos (Vanidosa,Esa pareja,Ojitos mentirosos, etc.)
- Los Tigrillos (Tomás, Micaela, banda dominguera, etc’’...).

### Démonstrations de la danse
- Jóvenes ejecutando Quebradita
- Adrian Uribe y Betsy Zamorano Bailando Quebradita
- Bailando con Alexandra Rosaldo-Quebradita

### Démonstrations de la musique
- Banda el Recodo intepretando un Caballito
- Banda Toro interpretando una Cumbia-Caballito
- Banda el Recodo interpretando un Cumbión-Caballito (Cumbia de compás doble con Banda)
- Banda Vallarta Show interpretando una Technobanda (Cumbión-Banda)
- Mi Banda el Mexicano interpretando una Technocumbia (Cumbión-Caballito)